# KXTV/KOVR Tower

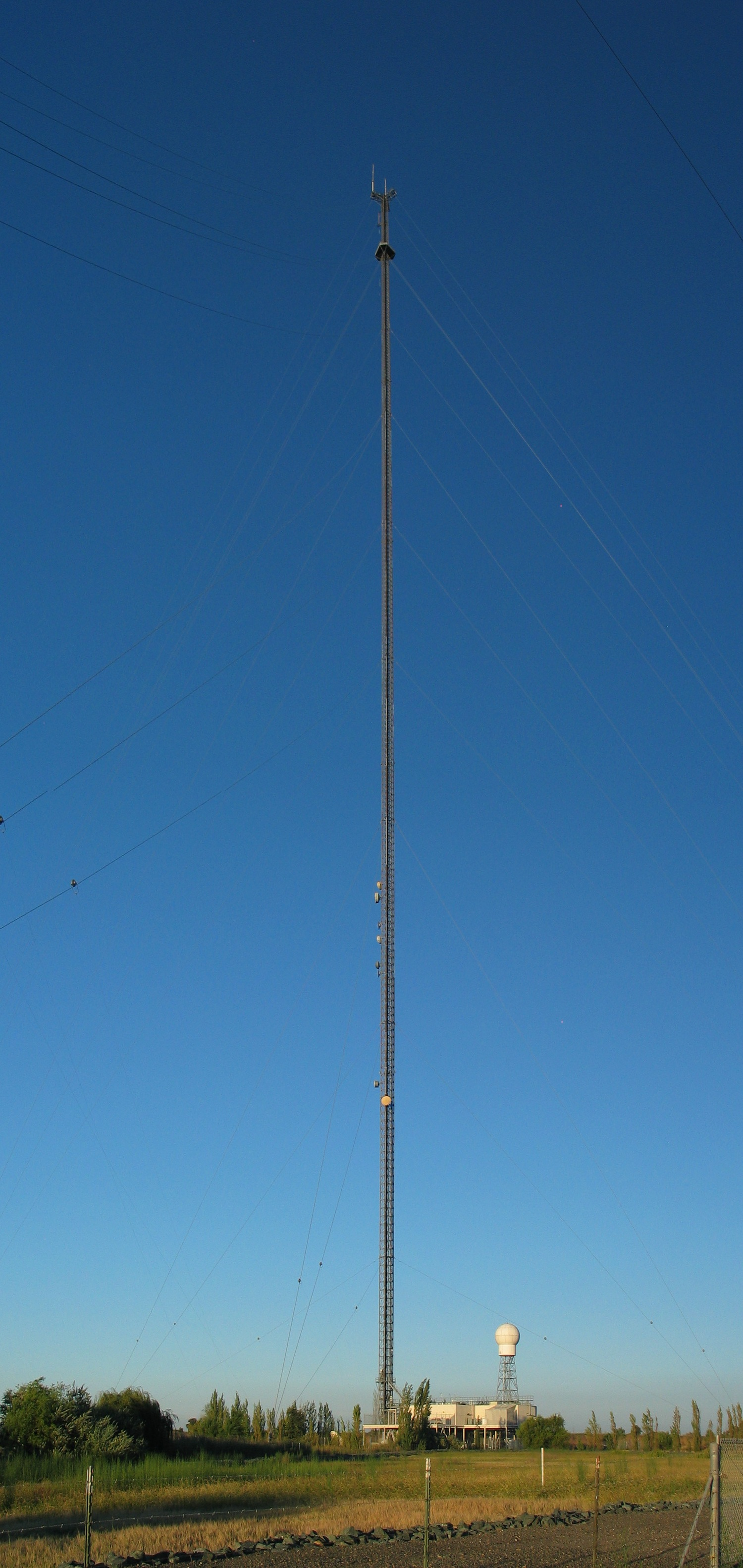
KXTV/KOVR tornet och dess teknikbyggnad.

KXTV/KOVR Tower är en mast i Walnut Grove i Kalifornien, byggd år 2000. Den är 624,5 m (2,049 ft) hög. Masten är den högsta byggnaden i Kalifornien och den fjärde högsta masten i världen (år 2001). KXTV/KOVR Tower är den sjätte högsta konstruktionen som byggts i världen, inräknat masten i Warszawa som rasade 1991, och Petronius Oil Platform som är byggd under vattenytan. Den är också högre än CN Tower, världens näst högsta fristående byggnad på land.